# 皇宮娛樂場

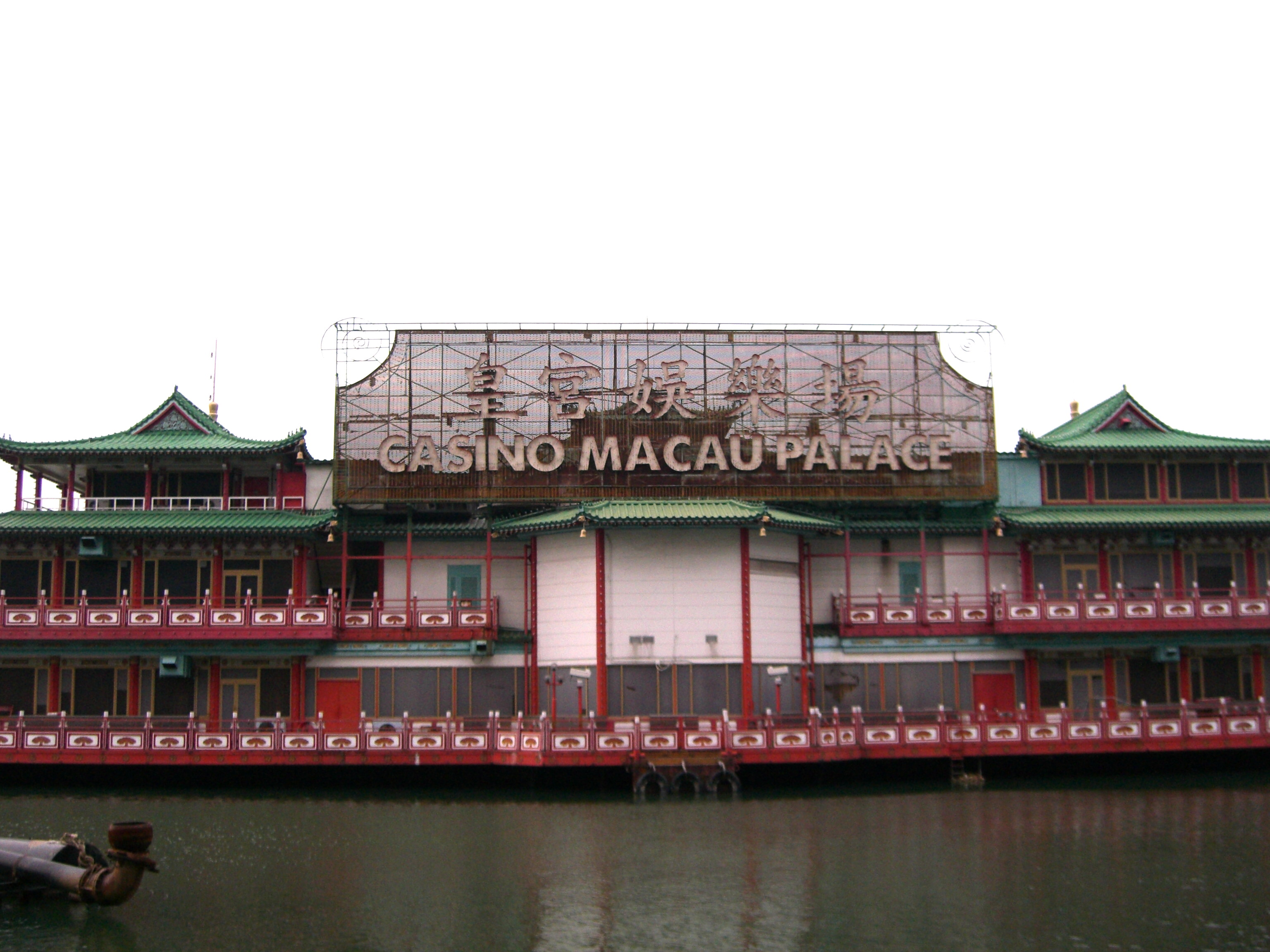
被拖到筷子基北塘後的皇宮娛樂場

皇宮娛樂場，是澳門博彩股份有限公司旗下的一家娛樂場，前身是珠江畫舫（又稱「皇宮號」），於1995年正式營運，至2007年10月25日早上起暫停營業。由於皇宮娛樂場是澳門唯一一艘在船上開設的娛樂場，因而有「賭船」、「賊船」的稱號。

## 歷史
珠江畫舫是在珠江三角洲最有名氣的畫舫；畫舫在20世紀60年代初已由澳門旅遊娛樂租借使用，1962年5月26日在澳門內港14號碼頭𨳼幕，並以「皇宮號」為船名，作為旗下娛樂場，而在招牌則以「澳門皇宮」及「皇宮娛樂場」兩個招牌為名作招來。澳門旅遊娛樂於1995年正式把珠江畫舫購入並耗資重金加以裝飾，令畫舫充滿中國傳統特色，並正名為皇宮娛樂場，以突顯其氣勢、豪華。皇宮娛樂場其後遷至20號碼頭繼續營業，繼續為內港及司打口一帶引來了不少遊客，也帶旺了該區的生意。
1999年6月，為配合澳門政府的安排，皇宮娛樂場遷往新口岸新填海區的外港碼頭側繼續營業；後於2002年11月，再遷至新八佰伴對出的海面營業。 為配合澳門特區政府改善新口岸（外港碼頭附近一帶）的交通擠塞情況，澳門博彩宣布把娛樂場於2007年10月25日起暫停營業，令新八佰伴對出的地方能騰空出來，給澳門政府開闢更大的停車場，以供給旅遊巴士停泊、停留等使用，讓廣大市民和遊客不再受塞車及人車爭路之苦。另一個暫停營業原因是由於娛樂場的位置並不起眼，而且附近的娛樂場林立（包括澳門金沙、金龍娛樂場、巴比倫娛樂場、集美娛樂場等）均搶去了不少遊客，令到皇宮娛樂場失色，無顧客光顧的情況，然而令澳博直宣佈皇宮娛樂場暫停營業。皇宮娛樂場於2007年10月31日由澳門旅遊娛樂的拖船拖往筷子基北塘東面暫時停泊，2008年4月移往中國内地入塢維修後拖回筷子基北塘停泊。

## 影響

### 內港經濟
皇宮娛樂場停泊在內港時，由於頗多遊客到娛樂場遊玩，因而帶動了該地區一帶的經濟。但隨著金碧娛樂場以及皇宮娛樂場的遷離，在該區再無任何娛樂場的「支持」以及國際酒店的結業等因素下，令到該區經濟一落千丈。
在2001年，霍志釗為參選當年的澳門立法會選舉工作，在得到其所屬公司（澳門旅遊娛樂有限公司）贊成下，在已遷離亞美打利庇盧大馬路（即新馬路）的金碧娛樂場舊址改為金碧文娛中心，為成該區唯一的文娛設施。
在2002年，隨著澳門賭牌一分三家的局面後，澳門博彩股份有限公司在皇宮娛樂場曾停泊的14號至22號碼頭興建大型主題式的十六浦，希望重現皇宮娛樂場停泊時的輝煌之景。

### 澳博第二家休業娛樂場
是次皇宮娛樂場的休業，有傳是結束營業。但無論如何，皇宮娛樂場是繼金域娛樂場後成為澳門博彩股份有限公司旗下第二家在賭權開放後休業的娛樂場。但如果結束營業的傳聞屬實，皇宮娛樂場就會成為澳博首家結業的娛樂場，也會是賭權開放後第一家結業的娛樂場。

## 活化
2023年9月27日，政府跨部門聯同澳娛綜合度假股份有限公司公布“新馬路片區活化計劃”，計劃以亞美打利庇盧大馬路（新馬路）為主軸，拓展和整合周邊街道和廣場空間，將經濟活力輻射至新馬路北段、內港碼頭、康公廟前地及司打口一帶，配合傳統文化元素注入不同活動，整體提升周邊舊區活力及經濟發展。計劃將優化公共街區空間，增添藝術裝置吸引人流駐足，結合特色建築物活化利用，凝聚該區獨特的歷史文化元素，打造休閒舒適遊賞體驗的片區。計劃包括活化及保育該建築，活化後將停泊於重整後的14號碼頭。

## 仿製品

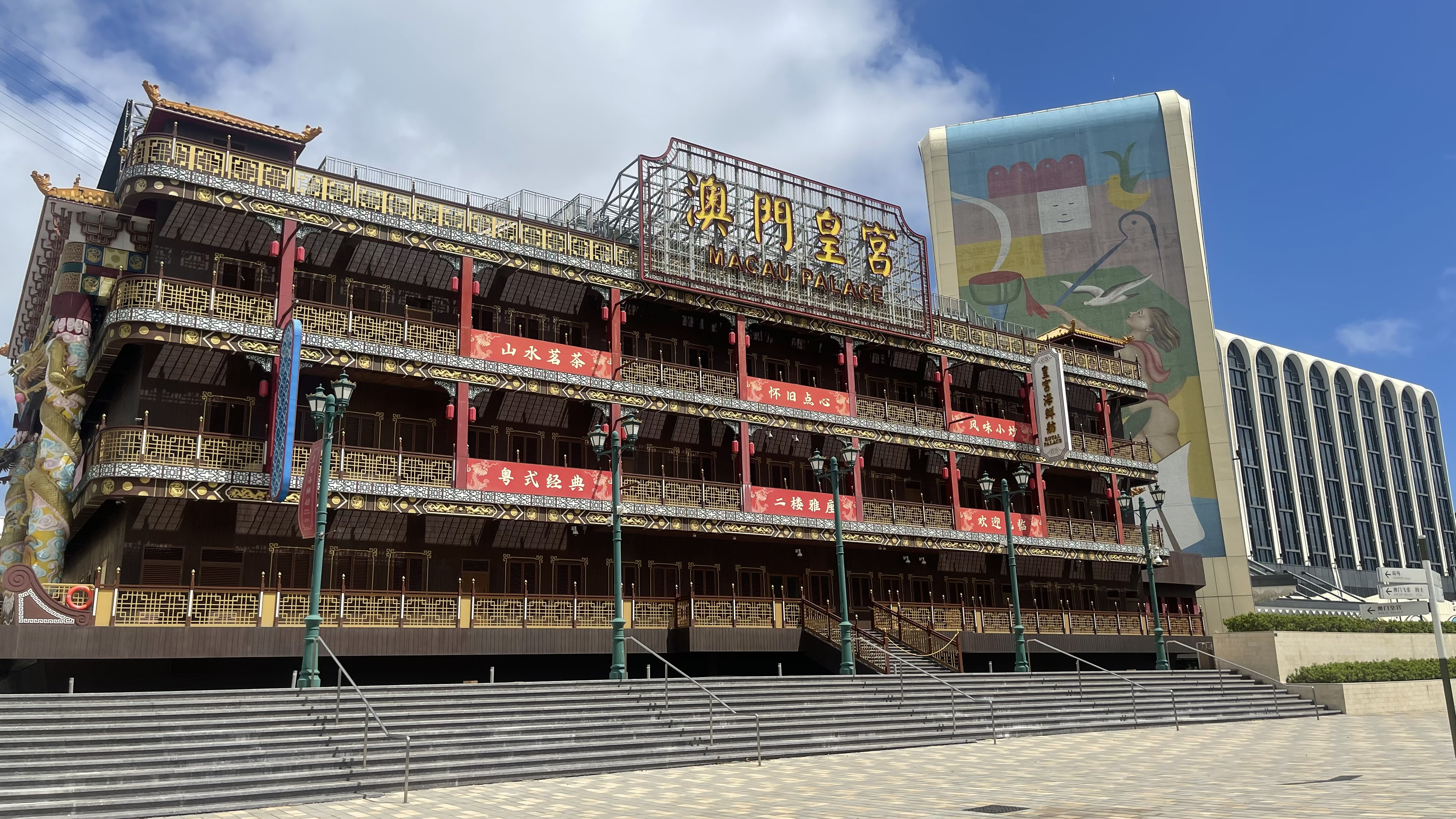
位於澳門葡京人的皇宮娛樂場(仿製品)

皇宮娛樂場的仿製品位於澳門葡京人裹，現時用途為餐廳『皇宮海鮮舫』。

## 資料來源
1. 1 2  皇宮暫停業配合建車場 （页面存档备份，存于），2007年11月2日澳門日報
2. ↑  皇宮賭船暫停營業 （页面存档备份，存于），2007年10月27日澳門日報
3. ↑  . 文化局（IC）. 澳門特別行政區新聞局. 2023-09-27  [2023-09-27]. （原始内容存档于2023-09-27）.